# Operation Dragoon
Operation Dragoon var kodnamnet för den allierade invasionen av södra Frankrike den 15 augusti 1944 under andra världskriget. Invasionen ägde rum mellan Toulon och Cannes. Under planeringsstadiet var operationen känd som Operation Anvil som komplement till Operation Hammer, vilket var kodnamnet för invasionen av Normandie på Frankrikes nordkust. Sedan döptes båda planerna om, den sistnämnda till Operation Overlord och den förstnämnda till just Operation Dragoon.
Det var ursprungligen tänkt att en blandning av Fria franska styrkor och amerikanska trupper skulle inta Toloun och därefter Marseille, men senare ändringar innefattade även Saint-Tropez. Konflikter om planens utformning uppstod mellan den brittiska militärledningen - då britterna motsatte sig landstigningen och argumenterade för att utrustningen och trupperna skulle stanna i Italien - medan amerikanarna var för operationen. Det här var en del av den större engelsk-amerikanska strategiska meningsskiljaktigheten. Planen gavs dock klartecken och inleddes 15 augusti 1944.

## Styrkeförhållandena
Sixth United States Army Group skapades speciellt för operationen 1 augusti 1944 på Korsika för att sammanfoga de franska och amerikanska styrkorna under ledning av generallöjtnant Jacob L. Devers. Först var armégruppen underordnad fältmarskalk sir Henry Maitland Wilson som var överbefälhavare över kriget i Medelhavsregionen. En månad efter den lyckade invasionen lämnades befälet av armégruppen över till general Dwight D. Eisenhower som var överbefälhavare för de allierade på västfronten.
Sixth United States Army Group kontrollerade två arméer, den amerikanska Seventh United States Army under Alexander Patch och den franska Armée B under Jean de Lattre de Tassigny. Den amerikanska armén skulle leda landstigningen med de tre infanteridivisioner som utgjorde VI Corps under Lucian Truscott, understödda av den franska pansardivisionen 1re Division Blindée. I en andra landstigningsvåg skulle 2ème Corps d'Armee under Edgard de Larminat ur den franska armén landstiga.
För att skydda landstigningen från motanfall under den första och kritiska fasen sattes en luftlandsättning in, då ingen allierad flygburen division fanns tillgänglig sattes ett temporärt flygburet förband i divisionsstorlek upp, 1st Airborne Task Force, av mindre självständiga förband.

### Axelmakterna
Försvaret av södra Frankrike kontrollerades av Armeegruppe G under Johannes Blaskowitz, armégruppen hade kraftigt försvagats och kontrollerade endast en armé, 19. Armee under Friedrich Wiese. De flesta av de tyska förbanden hade ytterst begränsade transportmöjligheter, fyra av divisionerna var statiska vilket betydde att de saknade helt möjlighet att förflytta sin utrustning. Det enda slagkraftiga och mobila förbandet som tyskarna förfogade över var 11. Panzer-Division

## Landstigningen
För att skydda landstigningsstränderna från större motanfall under den första kritiska fasen landsattes 1st Airborne Task Force kring byn Le Muy. Byn låg mitt emellan landstigningsstranden vid Saint-Raphaël och Draguignan. Klockan 03.30 på morgonen den 15 augusti började pathfinder-enheter landsättas. På grund av markdimma kunde endast tre av nio pathfinder-enheter landa i närheten av de landsättningsområden de skulle märka ut, alla från den brittiska delen av styrkan, 2nd Parachute Brigade. Klockan 04.30 började den första stora luftlandsättningen. De amerikanska enheterna som helt saknade radiofyrar och andra hjälpmedel som märkte ut landningsområdena kom att spridas ut över stora områden, vissa enheter kom att landa upp till 20 kilometer från den avsedda landningsområdet. Den brittiska brigaden som hade hjälp av två fungerande radiofyrar av totalt tre, kom att klara sig betydligt bättre, två tredjedelar landade faktiskt i sitt landningsområde.
Den huvudsakliga landstigningen från havet skulle ske på tre stränder med en infanteridivision per strand som hade huvudansvaret, varje division följdes även av stora mängder fristående bataljoner. 3rd Infantry Division landsteg på den södra Alpha Beach vid Cavalaire-sur-Mer, 45th Infantry Division landsteg på Delta Beach som låg i mitten vid Saint-Tropez och 36th Infantry Division landsteg på den norra Camel Beach vid Saint-Raphaël. Landstigningarna var genomgående en framgång. På Alpha- och Delta-stränderna var motståndet minimalt och Osttruppen gav upp utan något större motstånd, minor kom att utgöra det största hotet mot de allierade trupperna. Endast på Camel-stranden förekom något kraftigare motstånd, från ett antal befästa kustartilleribatterier och luftvärnsbatterier. De häftigaste striderna kom att stå på den röda sektorn av stranden vid Saint-Raphaël, trots flygbombardemang och eldunderstöd från örlogsfartyg kunde motståndet inte brytas direkt. Som en följd av detta beslutade man att koncentrera landstigningen till de två andra sektorerna av stranden, vilket visade sig framgångsrikt. På det hela var förlusterna vid landstigningen mycket lätta med endast 95 döda och 385 sårade, 40 av förlusterna kom när en Henschel Hs 293 fälld av en Do 217 sänkte landstigningsfartyget USS LST-282.

## Följder
Operation Dragoon har hamnat lite grann i skuggan av Operation Overlord i Normandie men är i sin omfattning inte så mycket mindre.
Inte mindre än 10 hangarfartyg, fem slagskepp, 24 kryssare, 109 torpedbåtar och eskortfartyg, cirka 2000 krigsflyg och 300 000 man deltog i denna invasion, belägen mellan Toulon och Nice i södra Frankrike. Invasionen i sig får anses som lyckad med tanke på de relativt små förluster som gjordes. Antalet döda uppgick till cirka 320 man. Nu kunde man föra in ett ovärderligt antal soldater och krigsmateriel vilket bidrog till den snabba offensiven mot Tyskland och Hitlers trupper. Hitler själv betecknade de allierades framgång som en av de största motgångarna under krigets fortsatta skede.    